# Franz von Bagnato

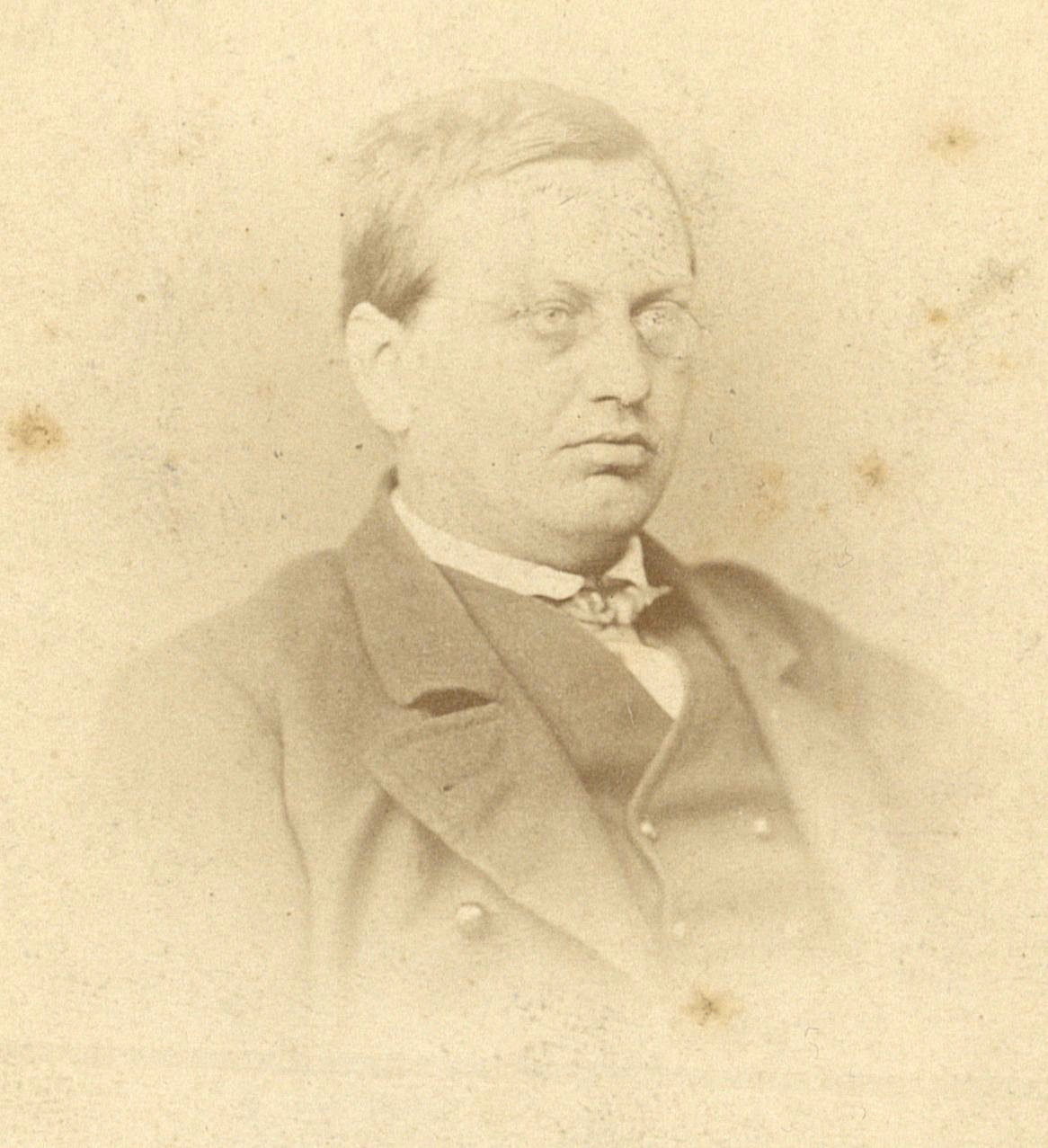
Franz von Bagnato, Foto von Wilhelm Hornung

Franz von Bagnato (* 18. Februar 1843 in Wangen im Allgäu; † 7. November 1896 in Ehingen (Donau)) war ein deutscher Politiker (Zentrum). 

## Leben
Franz von Bagnatos Ururgroßvater war der Baumeister Johann Caspar Bagnato.
Von Bagnato studierte zunächst von 1860 bis 1862 Philosophie in Freising, dann von 1862 bis 1863 in München und von 1863 bis 1868 in Tübingen. Ab 1862 war er Mitglied der katholischen Studentenverbindung KDStV Aenania München im CV. Des Weiteren war er von 1863 bis 1864 und ab 1874 Mitglied der AV Guestfalia Tübingen. Nach seiner Präzeptoratsprüfung 1865 war er als Präzeptor in Rottenburg am Neckar und in Rottweil tätig. Ab 1874 war er als Professor am Gymnasium Ehingen tätig.
Von Bagnato war von 1882 bis 1889 für Ehingen Mitglied in der Zweiten Kammer des württembergischen Landtags.  Bei der Wahl 1889 trat er nicht mehr an. 1894 war Bagnato an den Vorbereitungen beteiligt, die zum Gründungsparteitag des Württembergischen Landesverbands der Deutschen Zentrumspartei am 17. Januar 1895 in Ravensburg führten. Er starb 1896 an den Folgen eines Schlaganfalls.
Der Rechtsanwalt und Sozialdemokrat Paul von Bagnato (1874–1947) war der Sohn von Franz und Mathilde von Bagnato, geb. Neher (1850–1930).